# Hugo trol
Hugo trol je izmišljeni lik koji se pojavljuje u raznim video igrama. Hugo "televizijski" trol je internacionalna medijska franšiza, koju je napravila Danska kompanija Interactive Televison Entertainmenthttps (ITE) 1990 godine. Ovo je bila prva interaktivna televizijska igra koja je bila namenjena deci. Ubrzo nakon premijere, emisija je stekla internacionalnu popularnost.

## Radnja
Šou je smešten u izmišljenom svetu. Glavni protagonista je Hugo. Hugo je visok jedan metar i živi u "trol" šumi koja je smeštena negde u Skandinaviji. Hugovu porodicu čine njegova žena Hugolina i njihova deca Rit, Rat i Rut. Glavni negativac je zla veštica Sajla, ona je drevna i okrutna veštica koja je uvek bila u sukobu sa trolovima. Sajla često kidnapuje Hugovu porodicu, zato što joj njihovo prisustvo vraća mladost i lepotu. Kasnije su u igri dodavana i antropomorfna bića i životinje, tako na primer imamo Hugove prijatelje tukana Fernanda i majmuna Žan Pola, kao i jednog od glavnih pomoćnika Sajle, humanoidnog krokodila Don Kroka. Cilj igre je stići do Sajlinog zamka i osloboditi Hugovu porodicu. U zavisnosti od igre, Hugo bi na kraju morao da povuče kanap ili ručicu da bi oslobodio svoju porodicu. Igrač bi morao da odabere izmedju brojeva 1,2 ili 3, samo jedan od ova tri broja bi spuštao kavez sa Hugolinom i decom, koji bi pao na Sajlu i Don Kroka. Potom bi išla scena Huga i njegove porodice oko logorske vatre na plaži, kako gledaju zalazak sunca. Ako bi igrač pogrešio, obično bi ga igra vratila nazad na početak.

## Sporedni likovi
Fernando se upoznao sa Hugom na ostrvu džungle, kada je Hugo pao avionom na peščanu plažu. On je humonoidni tukan (kod nas je bio papagaj), koji ima žuto plav kljun. U igricama on Hugu daje instrukcije i savete.
Žan Pol je majmun koji nosi crvenu košulju. Upoznao se sa Hugom, prilikom njegove avionske nesreće na ostrvu džungle. U igrici on skače po poljima odredjenim redosledom, a Hugo mora da ponovi taj redosled.
Hugov deda živi u Africi. Hugo je imao dosta avantura dok je bio u Africi i tražio dedu. Dok je tražio dedu, da se ne bi izgubio zakačio je ogroman valjak natopljen bojom. Tim valjkom je hteo da oboji put, ali je ofarbao i neke životinje, pa je morao da ih opere. Jahao je slona koji voli muziku i tako dalje.

## Video igre

### Hugo: Quest for the Sunstones[4]
Ova igra je izašla 2000. godine. Igra je izašla za PC i PS. Igrač je mogao da napadne neprijatelje ili skakanjem ili bičem u stilu Indijane Džounsa. Igrica je u trećem licu, ali ima i kliznih deonica, koja su u prvom licu.

#### Radnja
Radnja se odvija na ostrvu džungle, takodje i u interaktivnoj emisiji jedan od serijala je bio Hugo: ostrvo džungle. Selo veselih Kikurijanaca je u velikoj nevolji zbog veštice Sajle. Vulkan koji je u blizini predstavlja veliku pretnju po selo. Vulkan je začepljen zbog Sajlinih minionsa, koji su ubacivali ogromne balvane u sam vulkan, tako da bi do erupcije moglo doći svakog časa, a lava bi uništila selo. Hugo pomaže Kikurijancima. On mora da pronadje tri čarobna šešira sa kamenjem sunca. Nakon što sakupi kamenje, Hugo postaje zarobljenik veštice Sajle. Kada Hugo pobegne iz tamnce, erupcija se zaustavlja u poslednjem trenutku, a Sajlu usisava tornado.

### Hugo: Black Diamond Fever[5]
Ova igra je izašla 2001. godine kao nastavak igrice Hugo: Quest for the Sunstones. Igrica je izašla za PC i PS. Kasnije je izašla vezija za mobilne telefone 2003. godine. Igrica ima isti gameplay kao i njen prethodnik.

#### Radnja
Hugov arhineprijatelj veštica Sajla se vraća i pronašla je način da postane najmoćnija veštica na svetu. Za to joj je potreban čarobni napitak od izuzetno retkih crnih dijamanata, koji mogu da se nadju na ostrvu džungle, gde žive Kikurijanci. Sajla zarobljava sve Kikurijance i prisiljava ih da rade danju i noću u potrazi za crnim dijamantima. Tukan Fernando donosi Hugu pismo od zatočenog kralja Kikirijanaca, u kojem ga obaveštava šta je Sajla uradila. Hugo odmah kreće u novu avanturu, u kojoj mora da oslobodi svoje zarobljene prijatelje i da uništi fabriku dijamantskih napitaka.

### Hugo: The Evil Mirror[6]
Ova igra je izašla 2002. godine. Za PC i PS verziju igra je bila 3D, a za Gejm boj i mobilne telefone igrica je bila 2D. Igrica je platformatska, podseća dosta na Crash Bandicoot.

#### Radnja i igrivost
Priča počinje time što zla veštica želi da se reši Huga jednom za svagda. Svoje moći koristi za zarobljavanje Huga u magično ogledalo, koje potom razbija na tri dela i razbacuje po svetu. Sajla ponovo otima Hugolinu i čuva je zarobljenu u kavezu. Hugova i Hugolinina deca (Rit, Rat i Rut) su jedini koji mogu da ih spasu. Da bi se čin poništila svako dete mora da pronadje delić razbijenog ogledala. Kada se sva tri dela sastave, onda se Hugo bori protiv Sajle unutar ogledala, i kada je pobedi izlazi iz njega. Potom odlazi kod "prave" Sajle i zatočava je u magično ogledalo i razbija ga na sitne komade i spašava Hugolinu.
Igra ima različite stilove igre. Svako dete ima različite moći, tako na primer Rut (devojčica) može visoko da skače, i ovo je čist platformetski stil. Rat (dečak) ima pušku koja ispaljuje grudve, i ovaj deo je platformetski sa elementima "pucačine". Bebu Rita koja je na sankama vuče divlja svinja i ovde je prisutan trkački stil.

## Hugo u Srbiji
U Srbiji se Hugo prikazivao od 28. februara 2000. godine do 5. marta 2004. godine, na BK televiziji. Emisija je išla od ponedeljka do petka, emitovanje je u zimskom periodu bilo u 18:00h, a u letnjem periodu u 20:00h. Voditeljke su bile Ivana Zečević i Sandra Vlatković. Hugu je glas davao glumac Milorad Miki Damjanović. Ubrzo su mogli da se kupe mnogi proizvodi, kao što su albumi sa samolepljivim sličicama (Hugo: iz avanture u avanturu" i ,Hugo: trka kroz vreme"), hugomboni i hugolade.

### Hugo: Ostrvo džungle
Ovaj serijal je bio najpopularniji u Srbiji. Serijal je bio sačinjen od raznih mini igara, kao što su: jahanje noja, penjanje po lijanama, letenje hugokopterom, borba buba i tako dalje. Iza ovog serijala stoji i priča, koju saznajemo iz albuma za samolepljive sličice Hugo: iz avanture u avanturu.
,,Sve je počelo jednog dana u mračnoj pećini zlobne veštice Sajle. Sajla je upravo smišljala nove pakosti, kada joj je poštar kroz vrata ubacio časopis turističkih putovanja. Listajući časopis Sajla je došla na genijalnu zlobnu ideju, ostrvo džungle!!! Kada se mali trol Hugo vratio kući video je da su Hugolina i deca nestali. Znajući da veštica Sajla stoji iza njihovog nestanka, odmah je otrčao do njene pećine. Polako se ušunjao unutra, medjutim, ni tamo nije bilo nikoga. Kada je na stolu ugledao otvoreni časopis, i sliku ostrva džungle...sve mu je postalo jasno!!! Seo je u svoj avion dvokrilac i pojurio ka vulkanskom ostrvu. Dugo mu je trebalo da stigne, Sajla ga je čekala, zajedno sa svojim Don Krokom. Po njenom naredjenju, Don Kroko je vešto ananasom iz praćke gadjao...pogodio...i oborio Hugov avion. Na svu sreću, avion se srušio na peščanu obalu ostrva. Srećom, Hugo je ostao nepovredjen. Odmah su mu pritekli u pomoć dva nova prijatelja majmun Žan Pol i papagaj Fernando. Hugo se upoznao sa njima, a oni su mu pokazali gde zla Sajla skriva Hugolinu i decu. Daleko odatle, u središtu džungle, Hugo je ugledao Sajlinu tvrdjavu. Tu počinje Hugova velika avantura".